# Hemrovy skály
Hemrovy skály tvoří v současnosti (rok 2021) asi 100 metrů dlouhý nápadný členitý skalní masiv táhnoucí se od Butovické planiny až k silnici pod Novou Vsí. Severní, západní jakož i převážná část jižních svahů hřebene jsou ohraničeny ulicí Novoveská, která v místech úpatí hřebene vytváří nepravidelný oblouk o pomyslném poloměru asi 100 metrů. Tento pozůstatek vulkanických hornin pochází z jižního svahu tělesa silurské podmořské sopky, která se zde nacházela přibližně před 430 miliony let. Tato skalistá enkláva se rozkládá v severozápadním výběžku Prokopského údolí mezi Novou Vsí a Butovicemi; je součástí Přírodní rezervace (PR) Prokopské údolí; katastrálně spadá do území pražských Jinonic (Praha 5) a svoje jméno získala podle někdejšího majitele blízkého statku.

## Charakteristika území
Základním materiálem Hemrových diabasových skal jsou starší vulkanické horniny. Asi před 423 až 430 milióny let (v prvohorním siluru) vyvřela tato hmota na mořské dno a dala tak vzniknout podmořské sopce. Svým vrcholem se tento podmořský útvar nejspíše dotýkal hladiny moře.

## Historie území
Vlastnímu vzniku podmořské sopky předcházelo vytvoření přírodní pukliny v mořském dně. Tato průrva byla asi 5 km dlouhá a jen několik metrů široká. Průrvou proudila ze zemského nitra rozžhavená láva, která se při styku se studenou mořskou vodou rychle a intenzivně ochlazovala. Erupce následovaly několikrát po sobě, byly doprovázeny vyvrhováním sopečného popela, kusů lávy a hornin a byly zakončovány dalšími opakovanými výlevy lávy. 
Celková délka sopky byla asi 5,5 km při šířce kolem 2 km a výšce (nad mořským dnem) asi 200 až 300 metrů. Odhaduje se, že celkový objem vulkanických vyvřelin (nutných pro vytvoření sopky) činil asi 1 km³.
Dlouho po vniku sopky se v jejím širokém okolí usazovaly vulkanické horniny a především sopečný popel. Obě zmíněné komponenty (sopečné horniny a sopečný popel) byly rozplavovány mořem a jsou obsaženy i v okolních horninách (sedimentech). Dalším důsledkem vzniku podmořské sopky bylo změlčení dna silurského moře. Tento fakt umožnil jak vlastní život tak i rozvoj mnoha živočichů po celé silurské období. Tak vznikla zdejší četná a bohatá naleziště zkamenělin známých i v celosvětové komunitě geologů.
Po ústupu moře došlo k obnažení tělesa sopky a po stovky milionů let působení eroze a odnosu hornin byly nakonec vymodelovány z malého jižního svahu sopky současné Hemrovy skály.

## Vegetace

### Jižní svah
Hemrovy skály tvoří pouze jižní svah silurské sopky. Vegetační podmínky na vrcholu a jižních svazích jsou velmi nehostinné. Z pohledu růstu vegetace nejsou sopečné lávy vhodným podkladem, neboť jsou silně drobivé a absorbují málo vody. K těmto vlastnostem se přidružuje i rychlý povrchový odtok vody, zvýšený splach zvětralin a humusu, rychlý výpar srážkové vody a velké kolísání teplot. Rostliny se zakořeňují jen ve štěrbinách skal nebo na pohyblivé suti. To vše vytváří na jižně orientovaných svazích extrémní podmínky skalní stepi až polopouště, kde je schopna žít a přežít jen omezená množina druhů rostlin, hub a živočichů. Vegetace Hemrových skal má tudíž stepní charakter s poměrně malým počtem druhů rostlin.
Vesměs holé povrchy skal (charakteristické nápadně tmavými barvami sopečných láv) jsou jen zčásti pokryté jednotlivými trsy trav, drobnými polodřevnatějícími keříčky (nebo i bohatými koberci) mateřídoušky (Thymus spp.), exempláři žlutě kvetoucích devaterníků šedých (Helianthemum canum), suchomilných tařic (tařinek) horských (Alyssum montanum) nebo jiných rostlin. Jedná se například o tučnolisté rostliny, jakými jsou rozchodník bílý (Sedum album) či rozchodník šestiřadý (Sedum sexangulare) nebo tráva s názvem kostřava přitvrdlá (Festuca pallens), která roste často na slunných, zvláště vápencových skálách. V zimě se zde vyskytují spíše mechy a lišejníky, částečně zde vegetace kvete a bují především brzy na jaře.

Květena Hemrových skal (1. část, ilustrační fotografie)
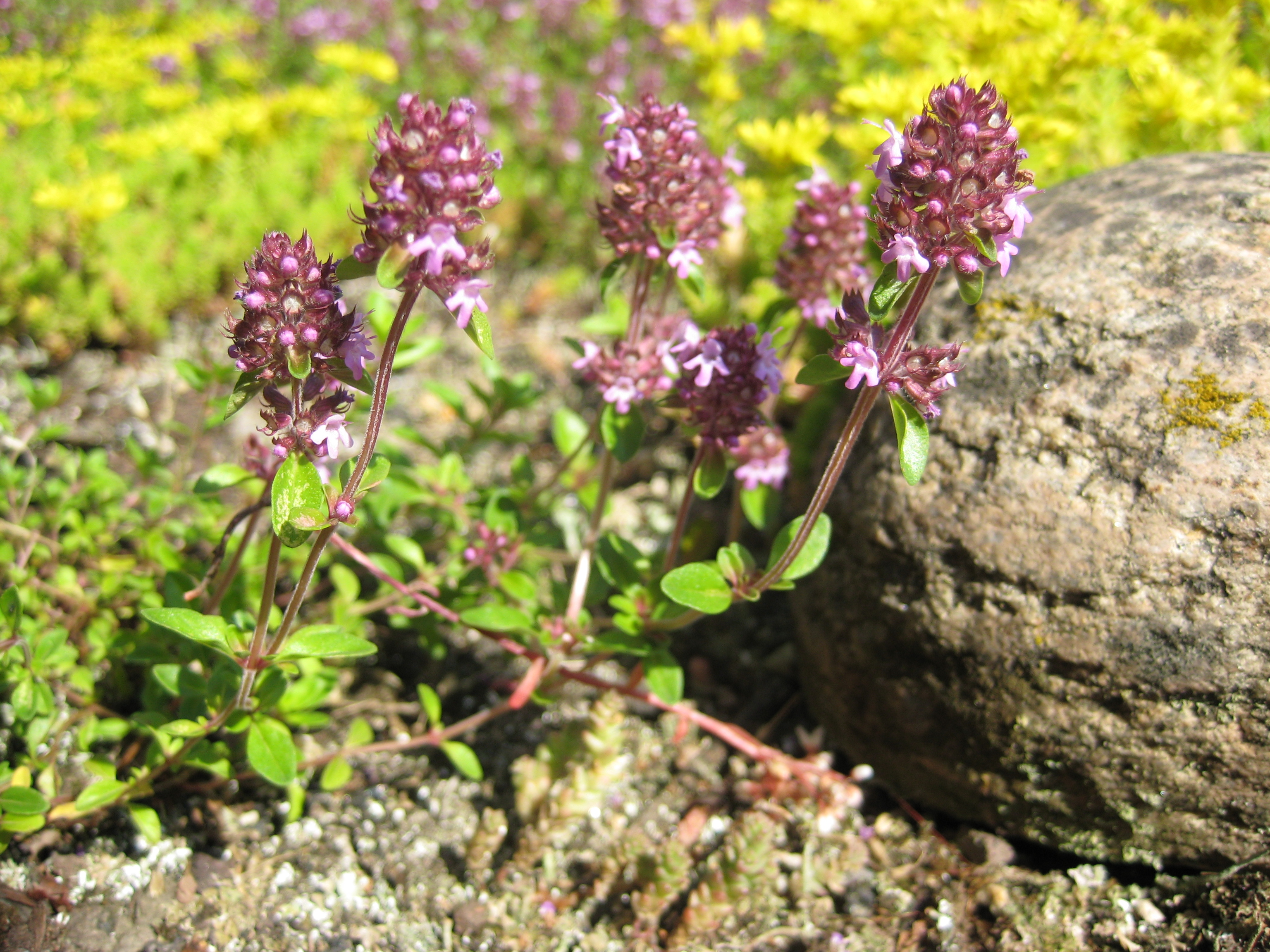
Mateřídouška vejčitá (Thymus pulegioides)
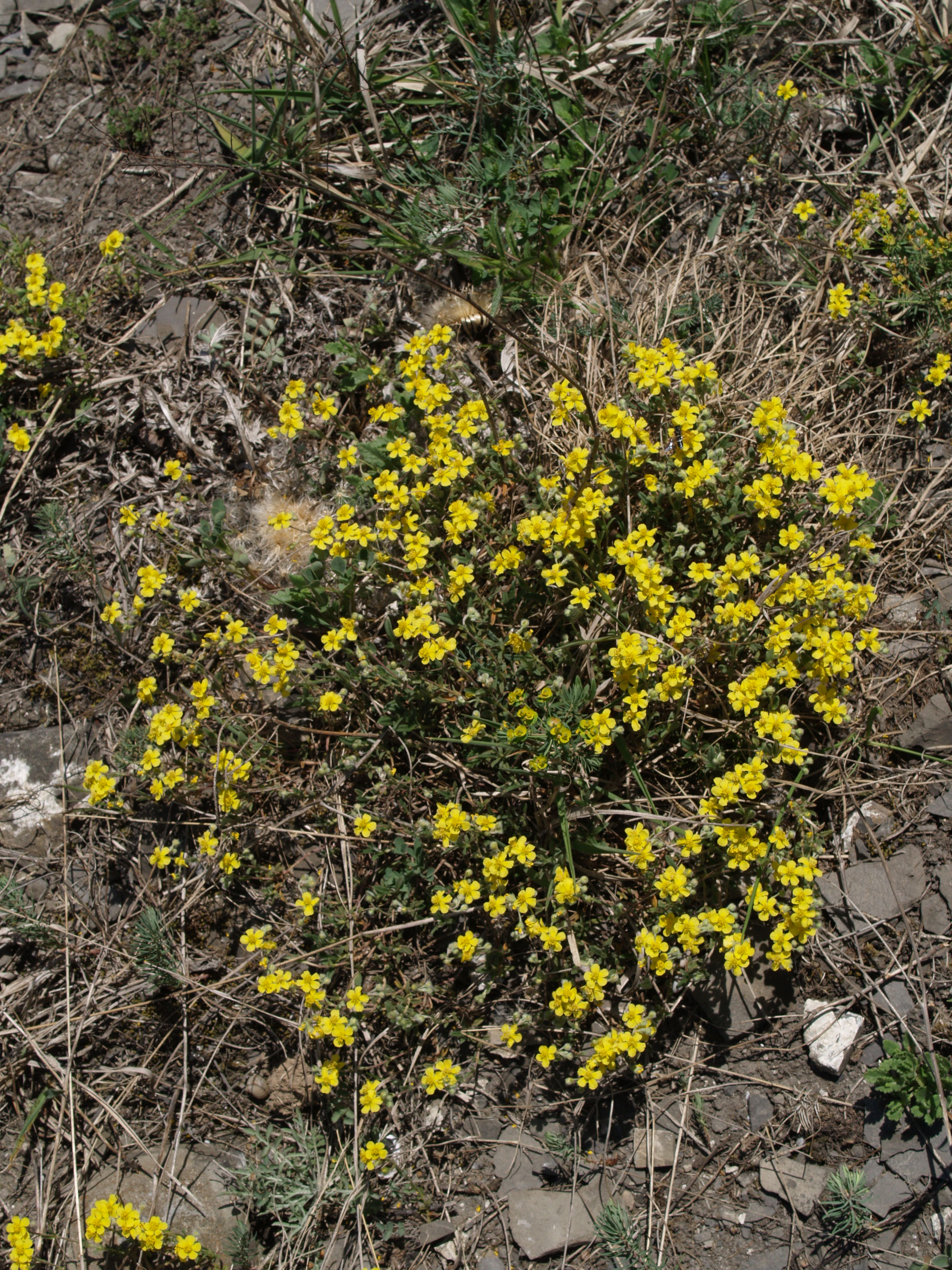
Devaterník šedý (Helianthemum canum)
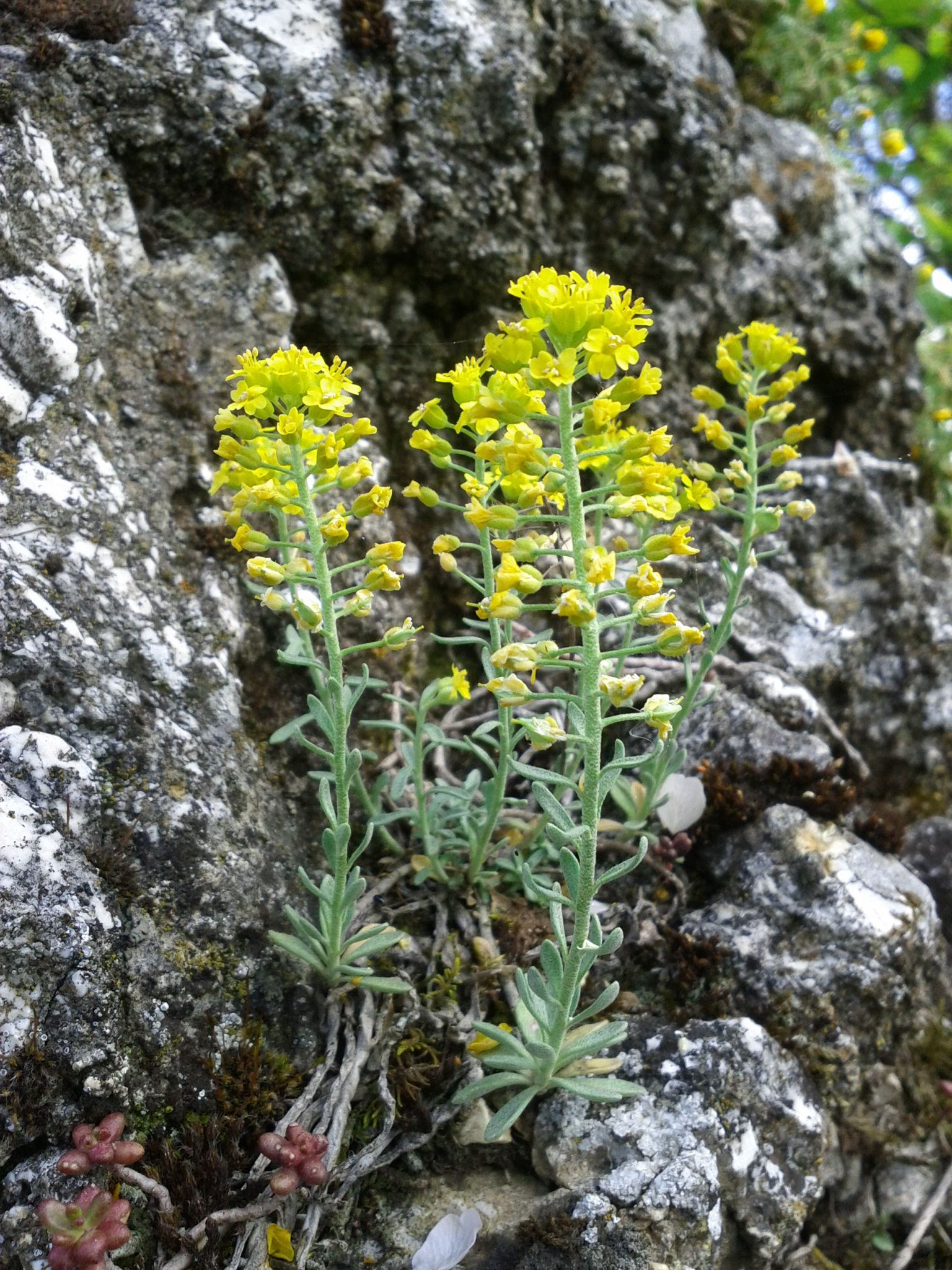
Tařinka horská (Alyssum montanum)
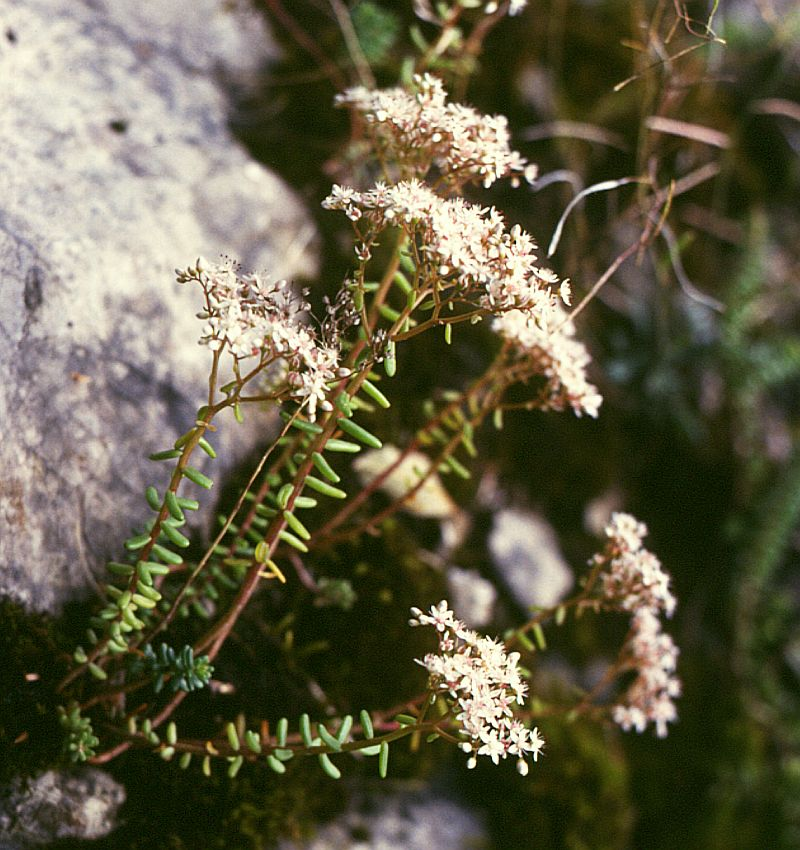
Rozchodník bílý (Sedum album)
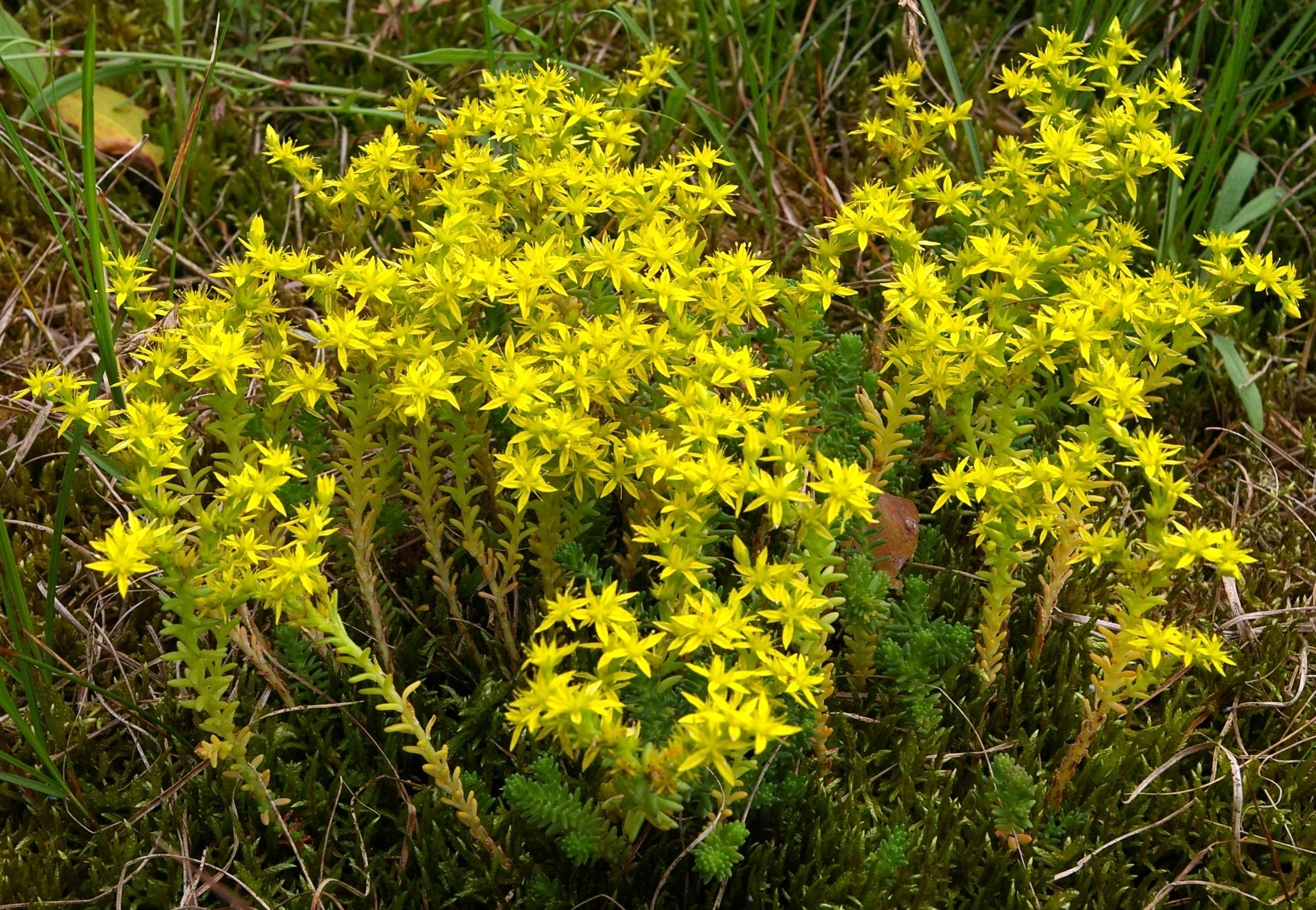
Rozchodník šestiřadý (Sedum sexangulare)
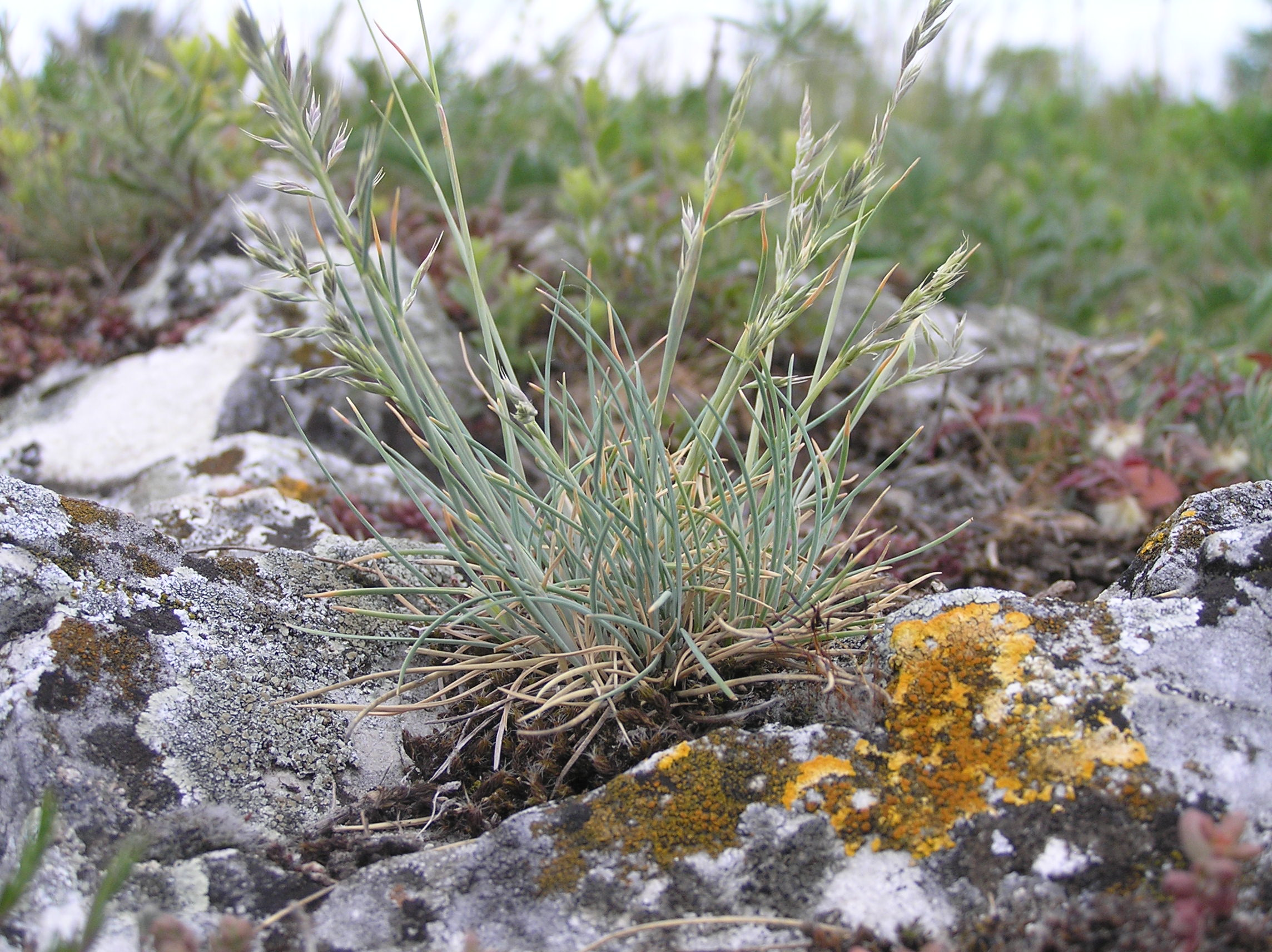
Kostřava sivá (Festuca pallens)

Na volných malých plochách ve štěrbinách skal a v sutích je možno nalézt drobné rostliny teplomilné stepní květeny jako je zjara bíle kvetoucí osívka jarní (Erophila verna), penízek prorostlý (Thlaspi perfoliatum), efemérní plevel okoličnatý (Holosteum umbellatum), modře kvetoucí rozrazil časný (Veronica praecox) a rozrazil Dilleniův (Veronica dillenii) a v některých létech i chráněný (kategorie C3) lomikámen trojprstý (Saxifraga tridactylites). Vzhledem k diabasovému minerálnímu podkladu se tu vyskytuje také vzácný a silně ohrožený (kategorie C2) česnek tuhý (Allium strictum), který se přiřazuje k tzv. glaciálním reliktům. Zaznamenán byl i výskyt žlutě kvetoucí mochny písečné (Potentilla incana) a kavylů (Stipa spp.). Dále je zde možno objevit i koniklec luční český (Pulsatilla pratensis subsp. bohemica), bělozářku liliovitou (Anthericum liliago) a vlnici chlupatou (Oxytropis pilosa).

Květena Hemrových skal (2. část, ilustrační fotogafie)
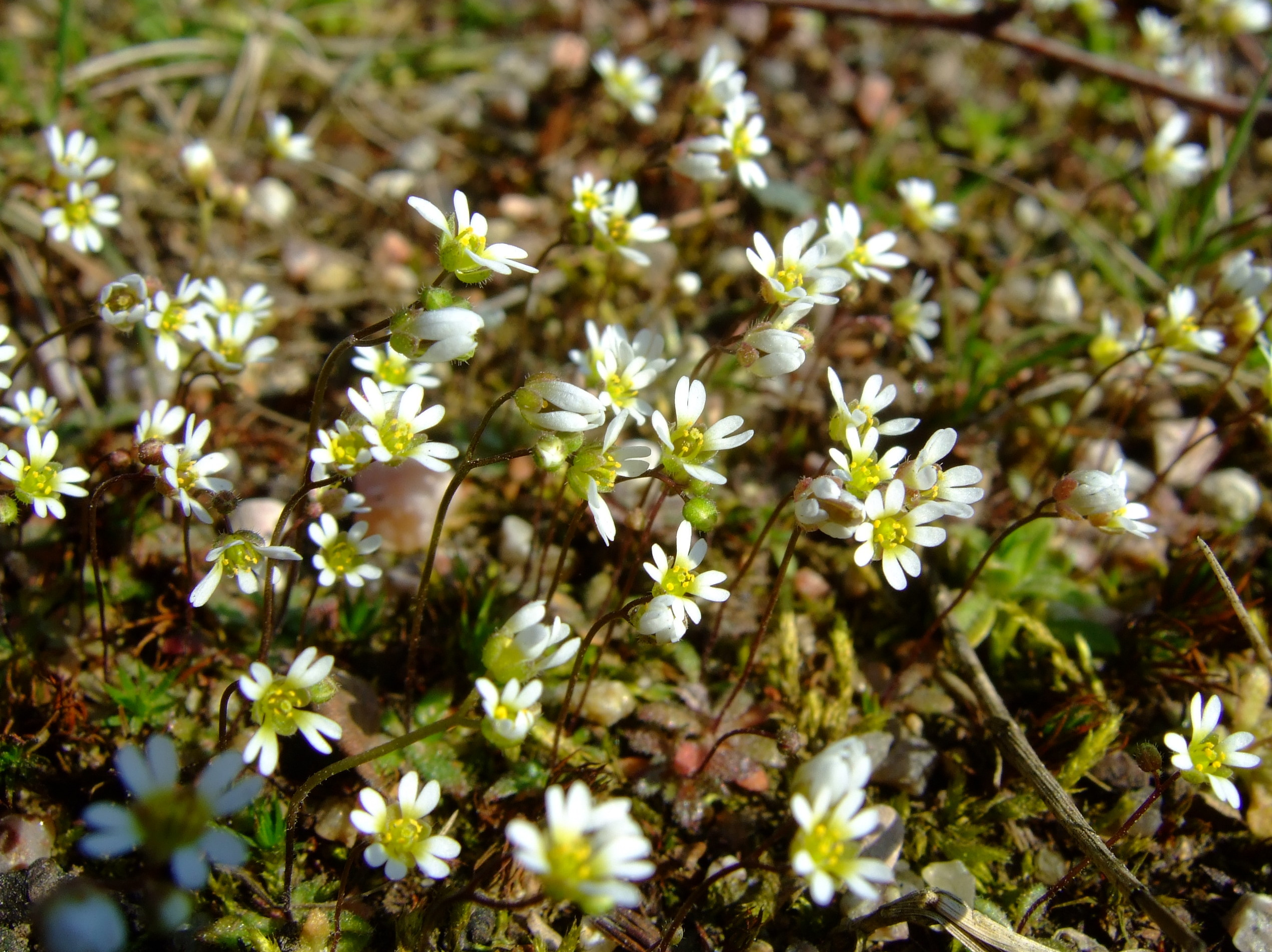
Osívka jarní (Erophila verna)
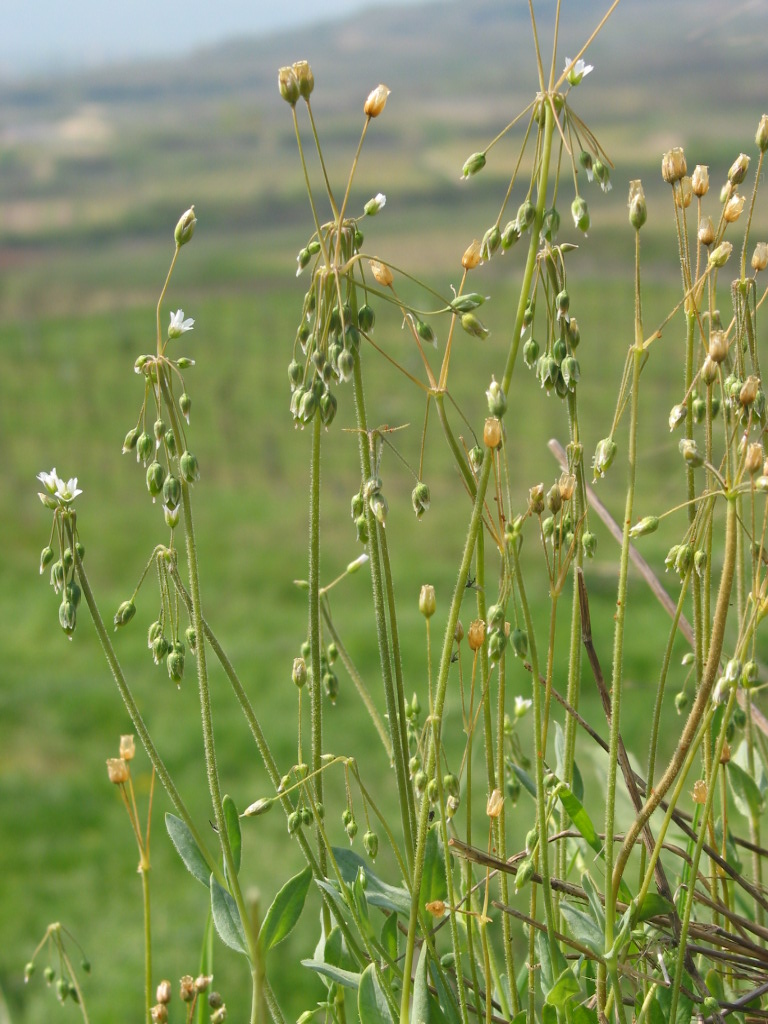
Plevel okoličnatý (Holosteum umbellatum)
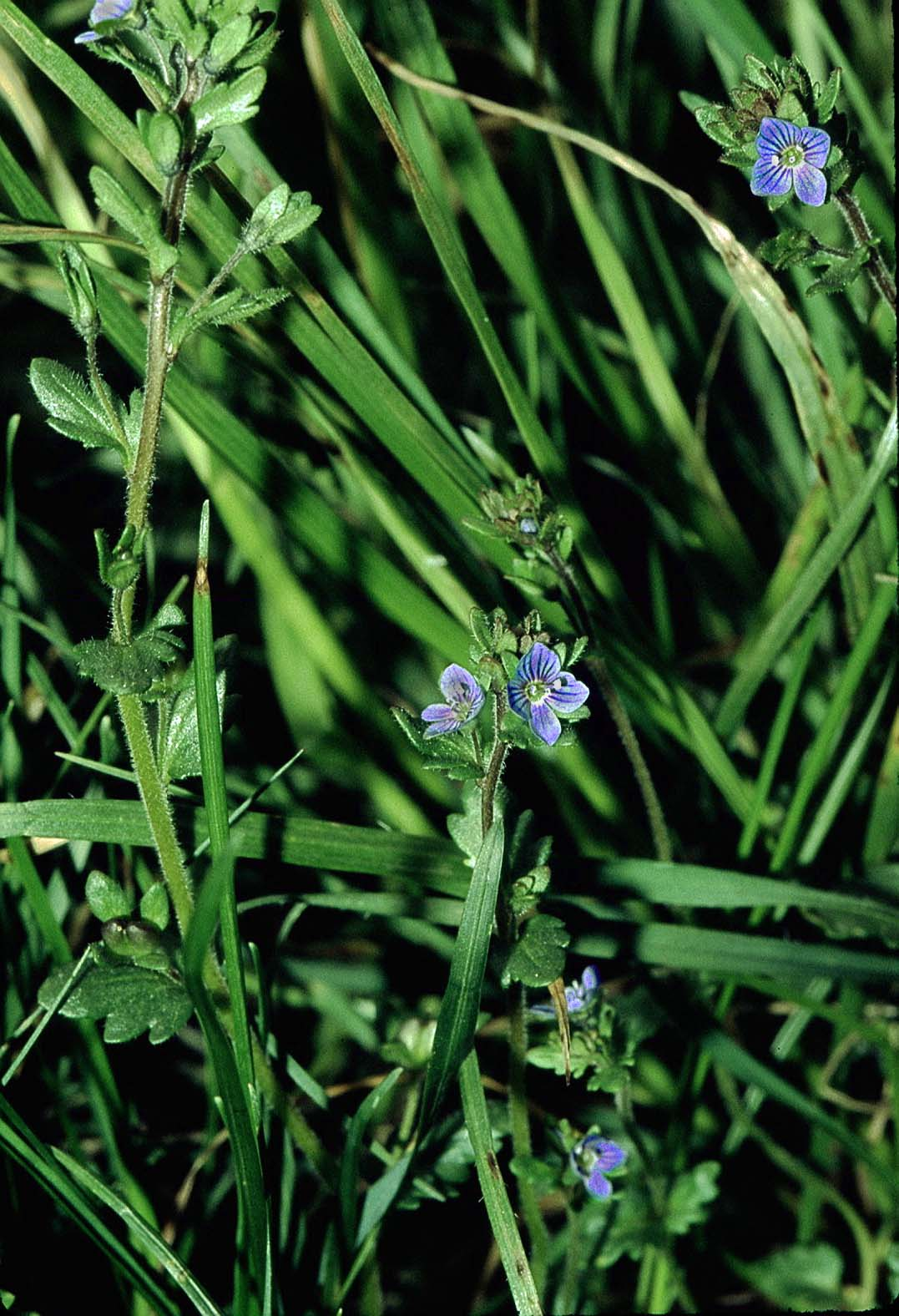
Rozrazil časný (Veronica praecox)
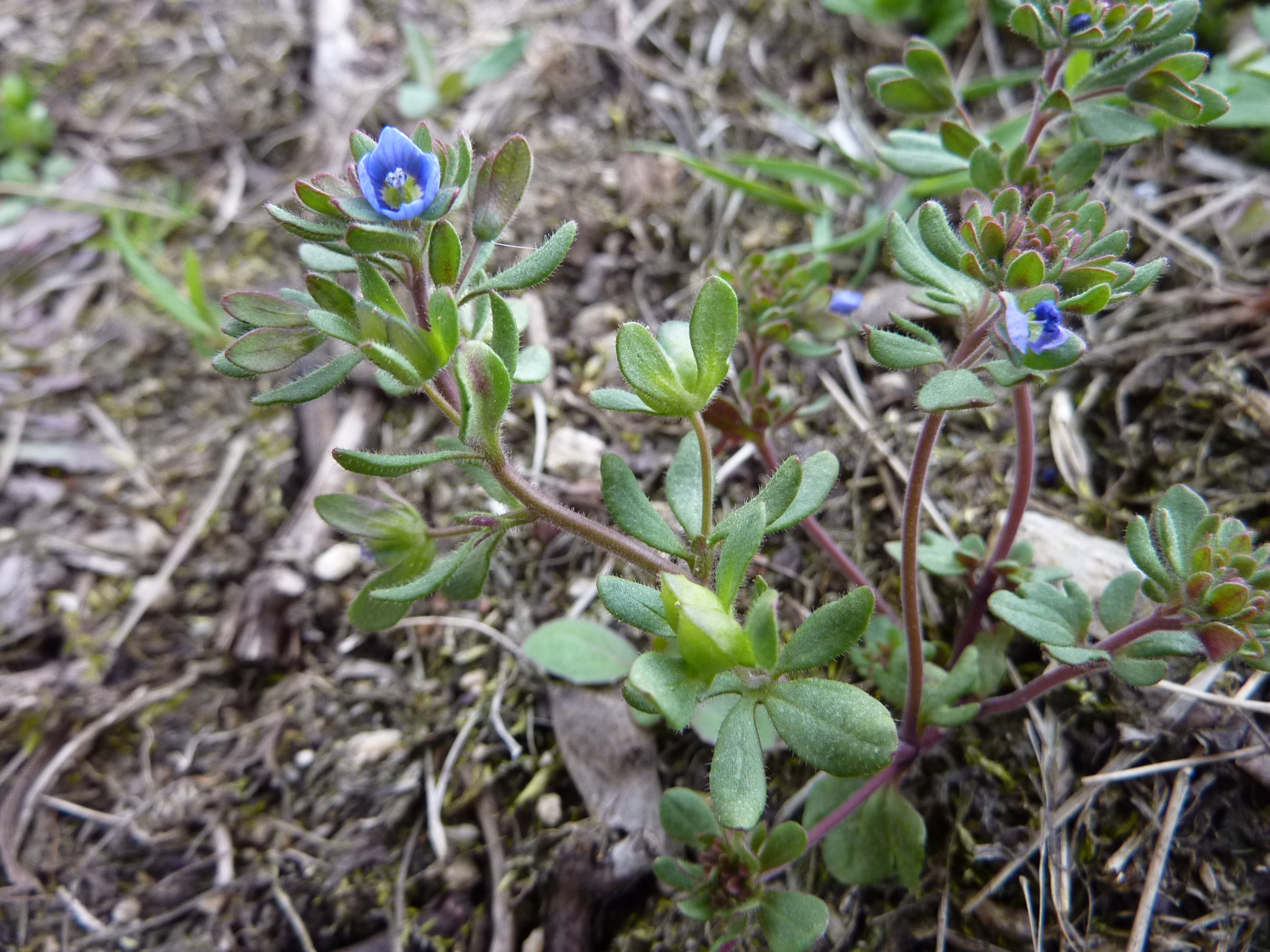
Rozrazil Dilleniův (Veronica dillenii)
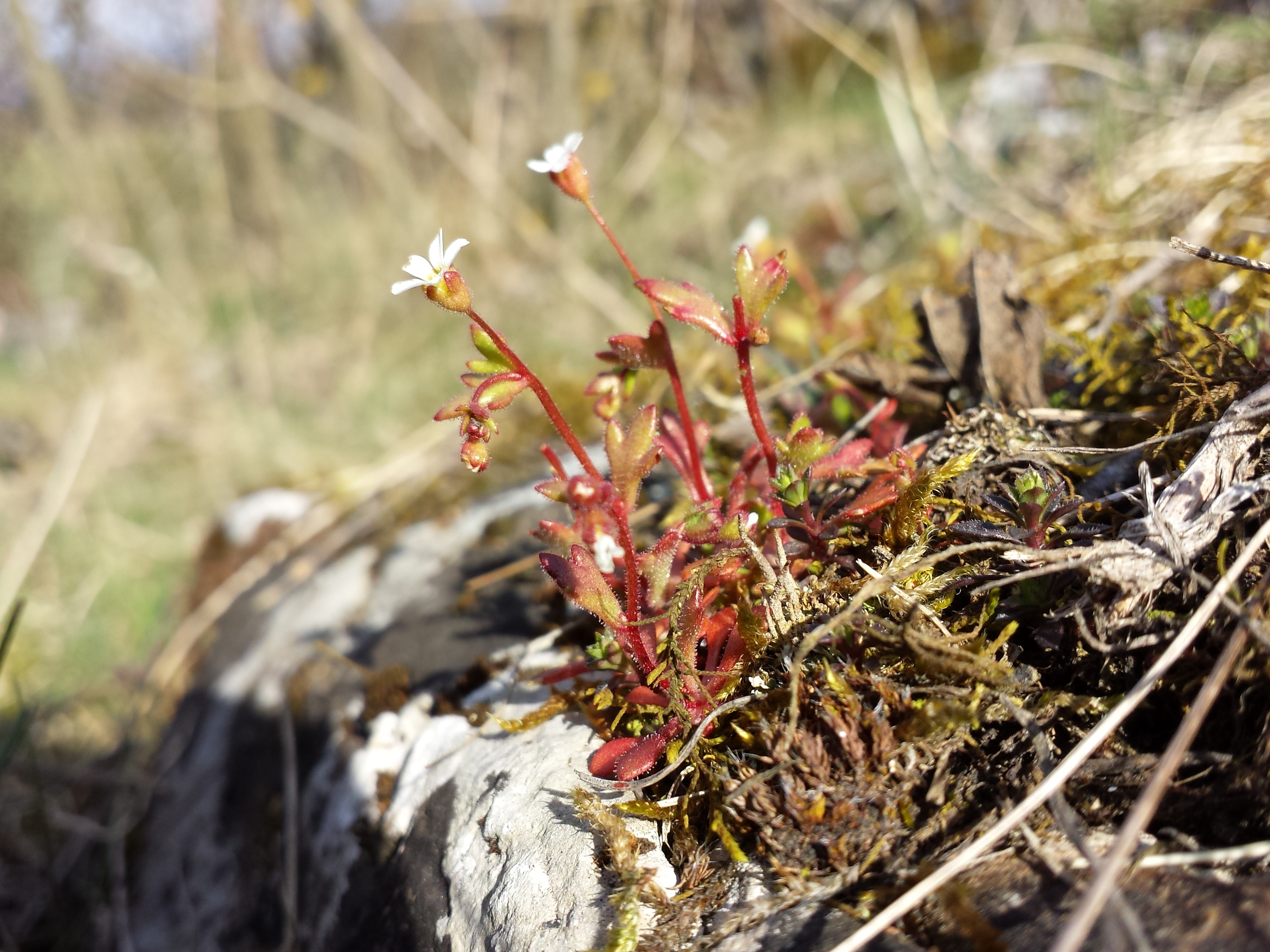
Lomikámen trojprstý (Saxifraga tridactylites)
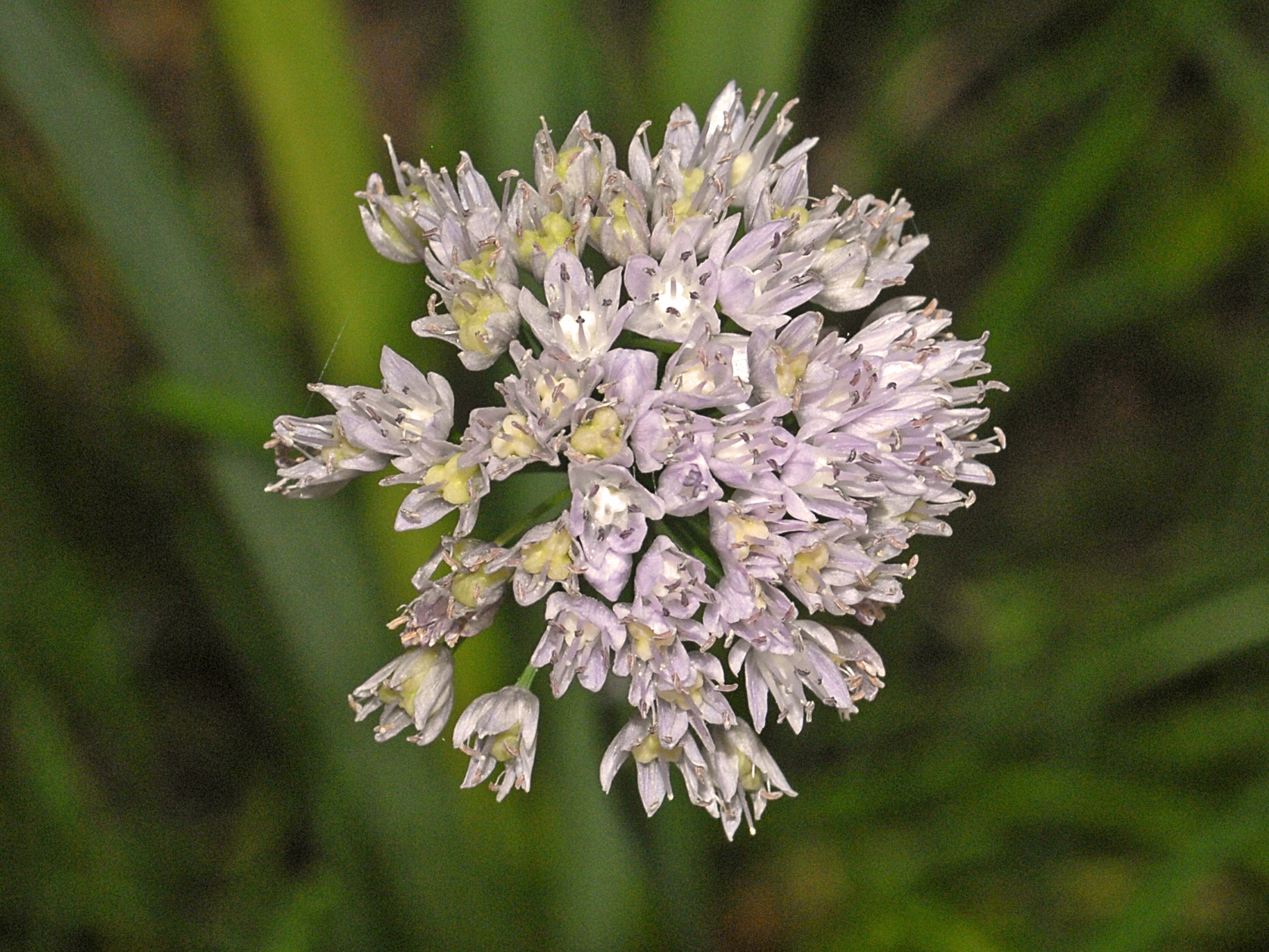
Česnek tuhý (Allium strictum)
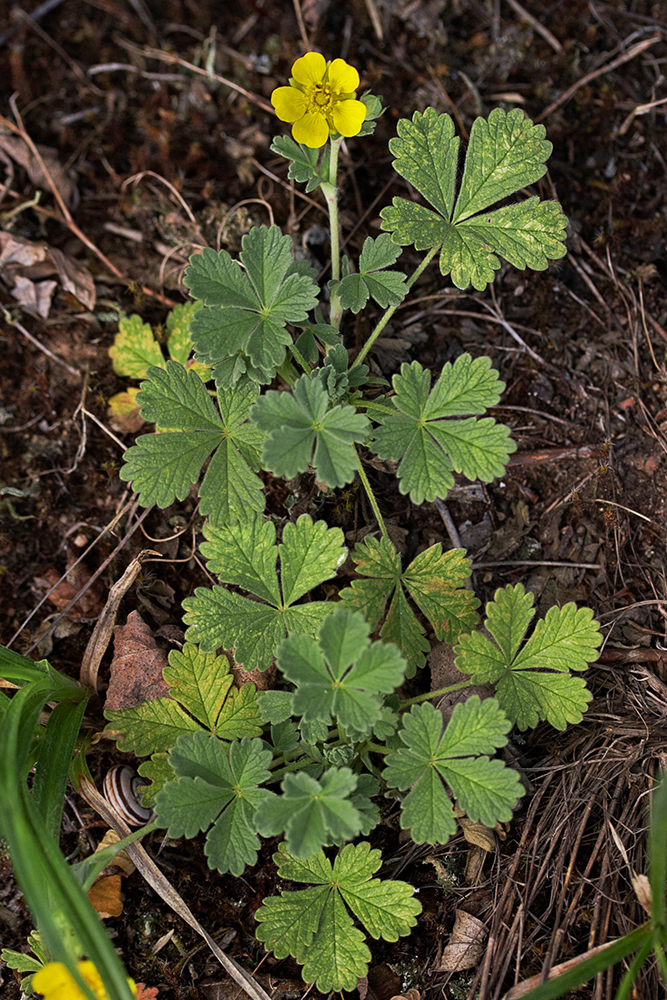
Mochna písečná (Potentilla incana)
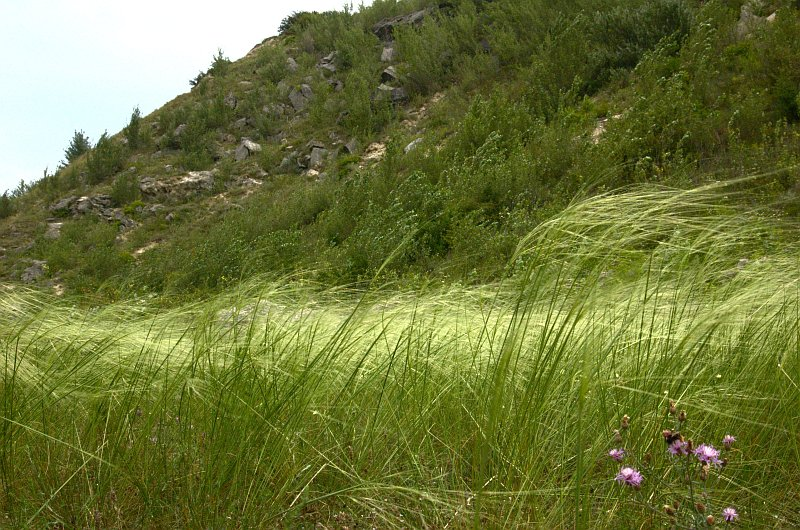
Kavyl vláskovitý (Stipa capillata)
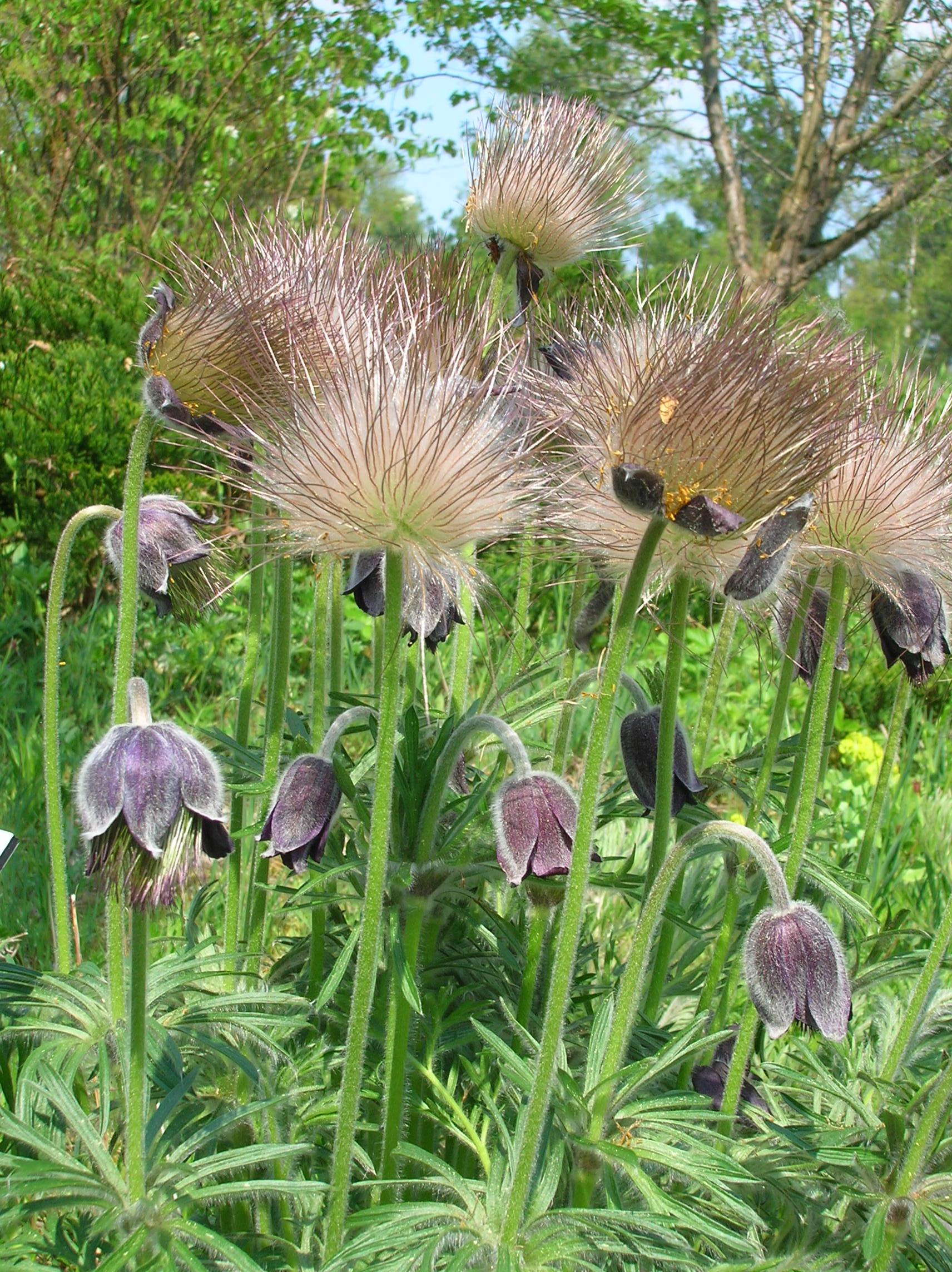
Koniklec luční (Pulsatilla pratensis)
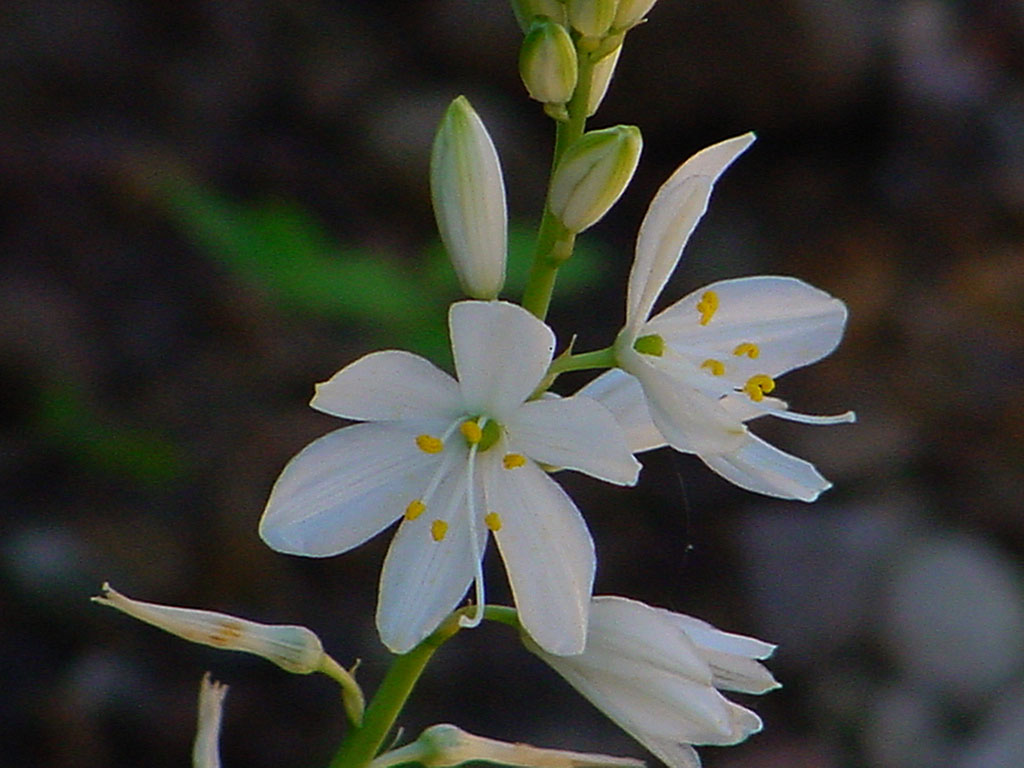
Bělozářka liliovitá (Anthericum liliago)
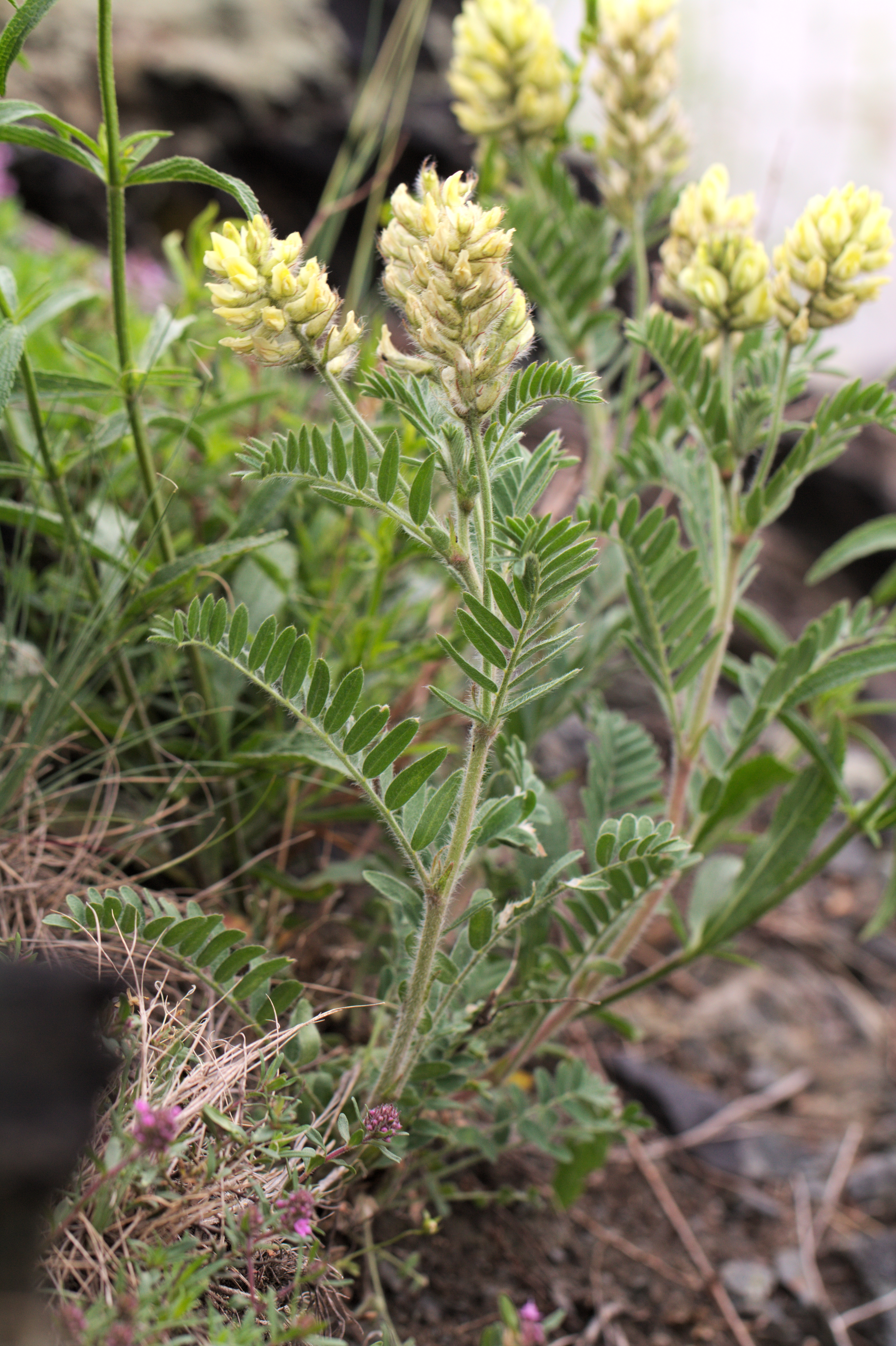
Vlnice chlupatá (Oxytropis pilosa)

### Severní svah
Nad jižní částí údolí Jinonického potoka se vypíná zalesněná severní stěna silurské sopky – severní svah Hemrových skal, kde je klima méně extrémní a to jak svými výkyvy teplot, tak i z hlediska rozsahu změn vlhkosti. Díky těmto klimatickým poměrům je rostlinstvo severně orientovaných svahů Hemrových skal nejen druhově bohatší, ale dosahuje zde i většího územního pokrytí. Nalézá se tu kupříkladu řádně rozvinutý travní ekosystém pěchavy vápnomilné (Sesleria caerulea); vzácný, žlutě kvetoucí silně ohrožený (C2r), keřovitý devaterník šedý a daří se zde i dříve vysazeným dřevinám různých jehličnatých druhů.

### Houby
Lokalita Hemrovy skály je známá i výskytem vzácných druhů hub, jako je kriticky ohrožená hvězdovka Pouzarova (Geastrum pouzarii).

### Sad
Celkem se zde na ploše 0,80 hektaru nachází v hustém sponu přes 200 třešňových stromů. Podle pozemkových knih patřil pozemek do rodového majetku Schwarzenbergů. V roce 1923 přešlo na základě smlouvy trhové vlastnické právo na hlavní město Prahu. Roku 1941 bylo změněno pole na zahradu a pravděpodobně v té době zde byly vysázeny ovocné stromy.

## Údržba
Ochrana stepního charakteru Hemrových skal vyžaduje průběžné, někdy jen částečné zásahy do náletových křovin, jež mají tendenci osidlovat povrch skály. Stejná péče je věnována odstraňování semenáčů invazivního agresivního akátu. Je též částečně redukován výskyt borovice černé, která má v oblibě slunné vápenaté stráně a která by opadem svého jehličí měnila vlastnosti půdy, což by v důsledku nebylo vhodné pro stepní vegetaci Hemrových skal.

## Galerie

Hemrovy skály v Jinonicích
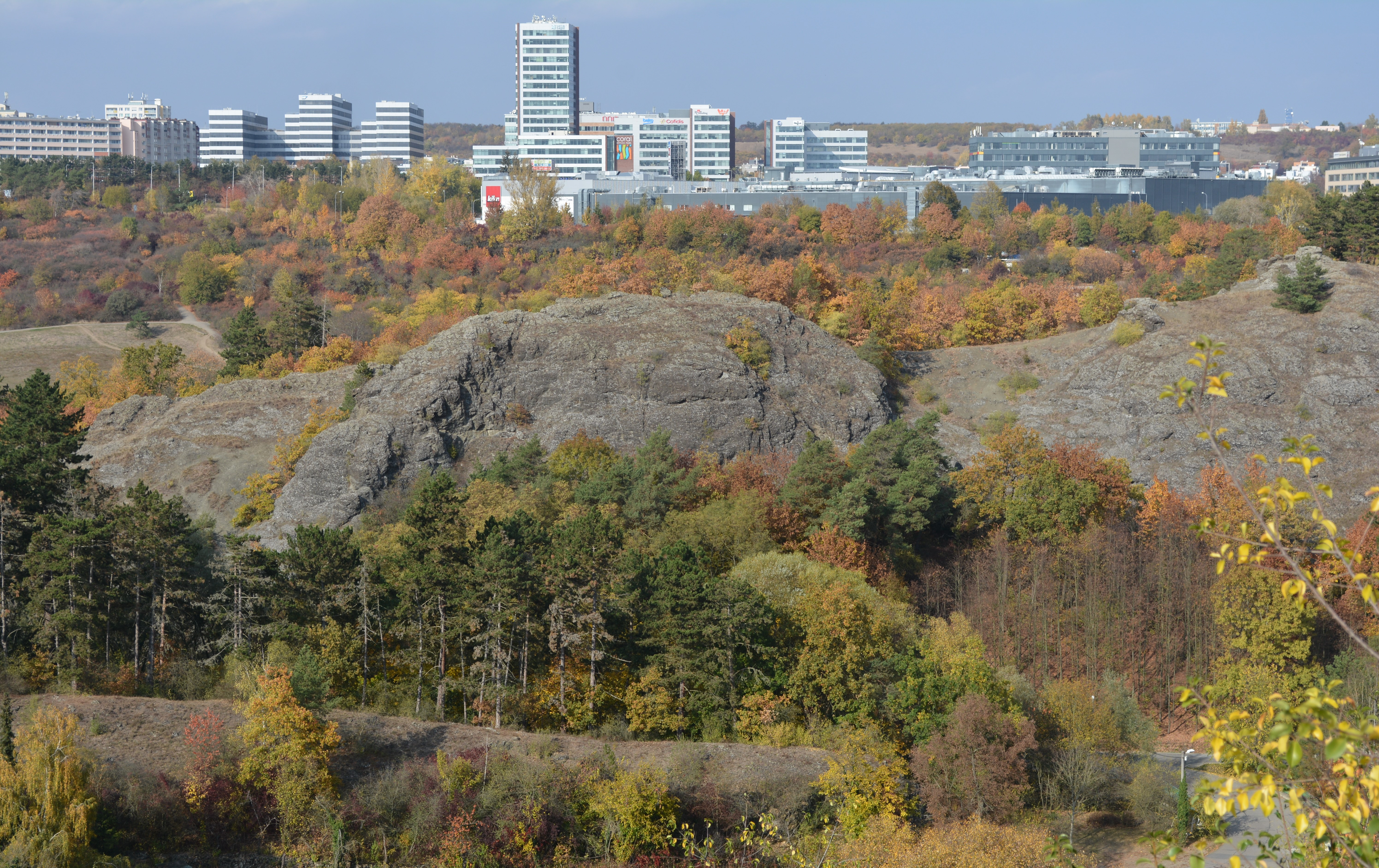
Pohled od Butovického hradiště, v pozadí sídliště Nové Butovice a ještě za ním stolová hora Vidoule
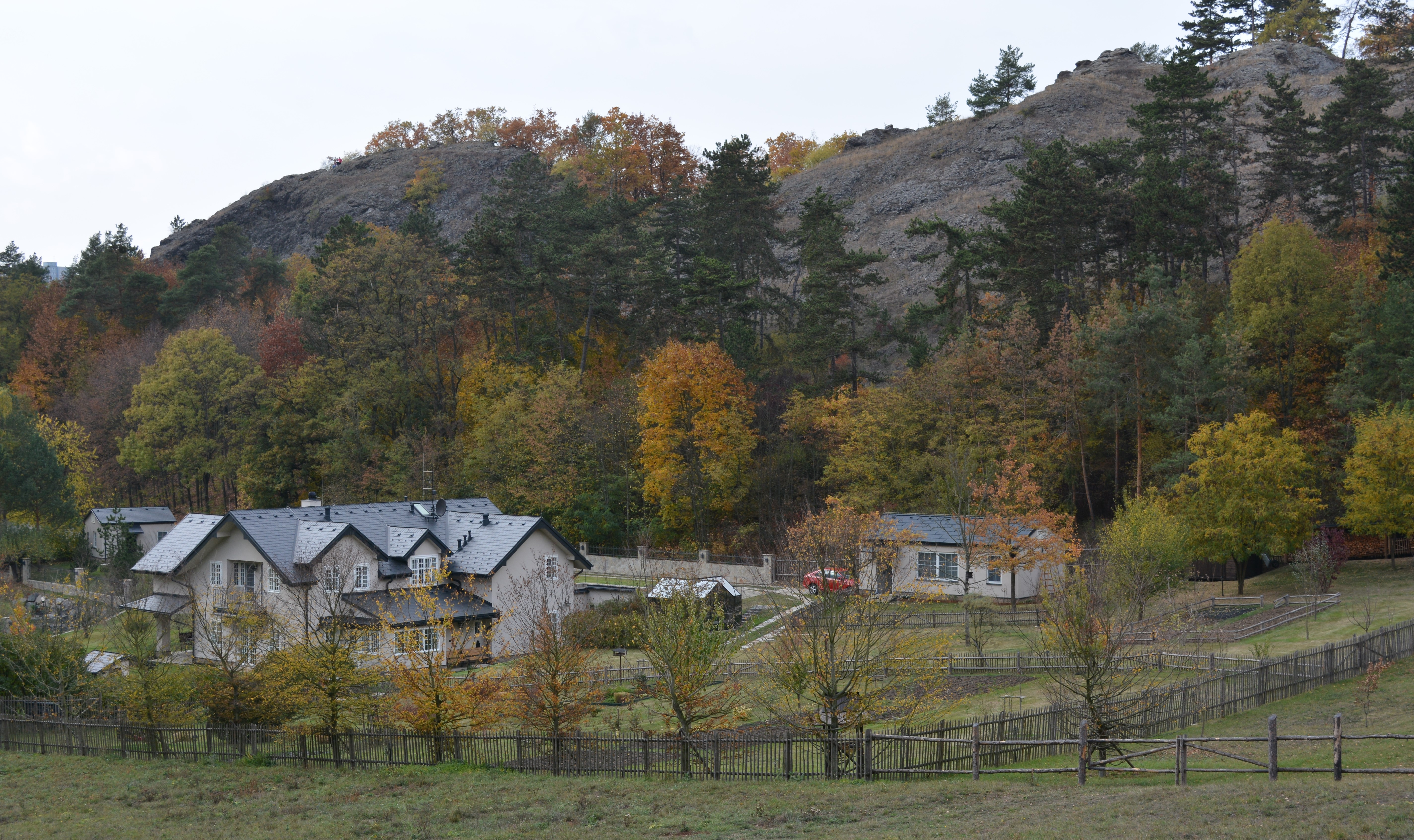
Pohled od rozhraní louky a lesa severně pod Butovickým hradištěm
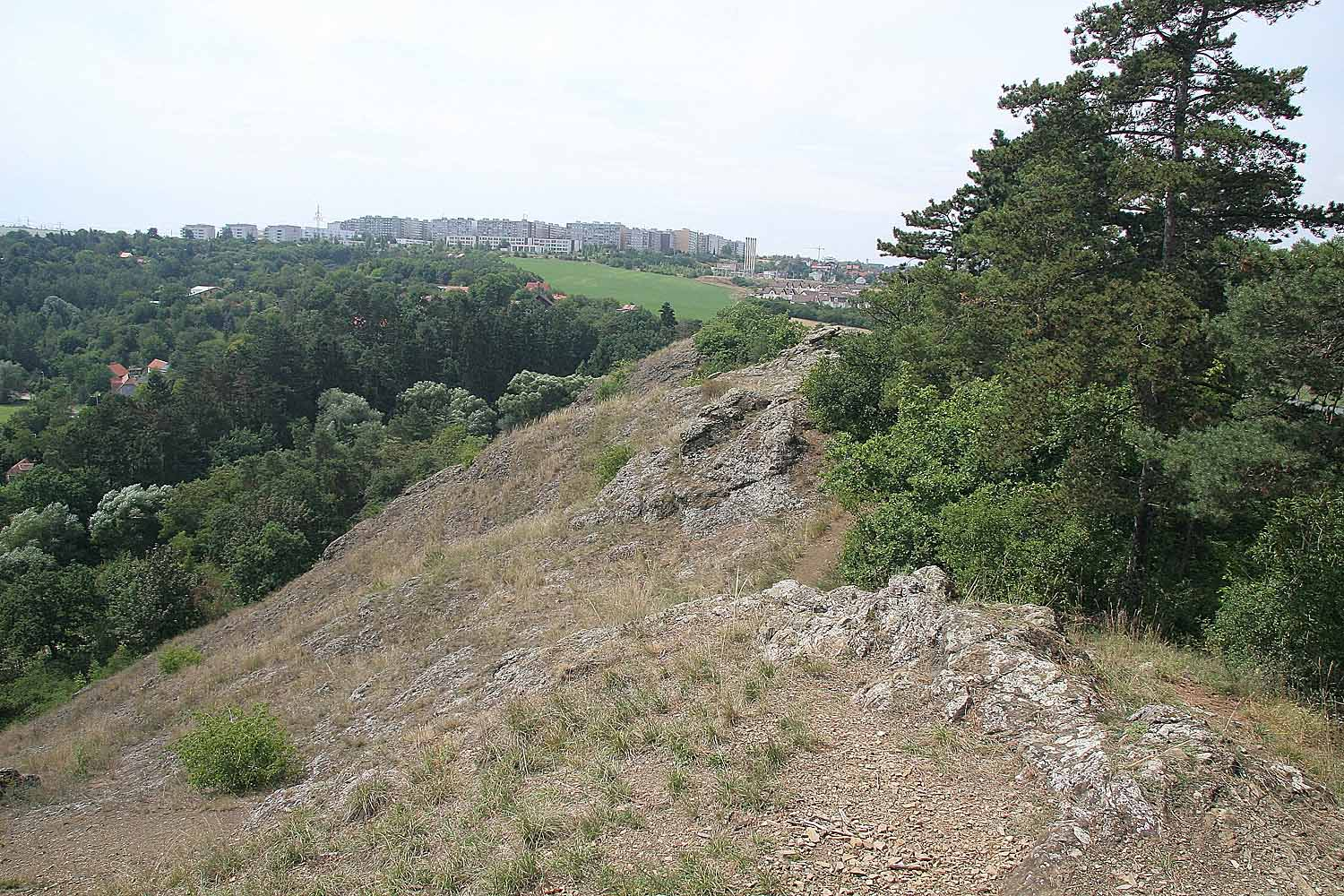
Pohled ze skalní hřebenové partie západním směrem
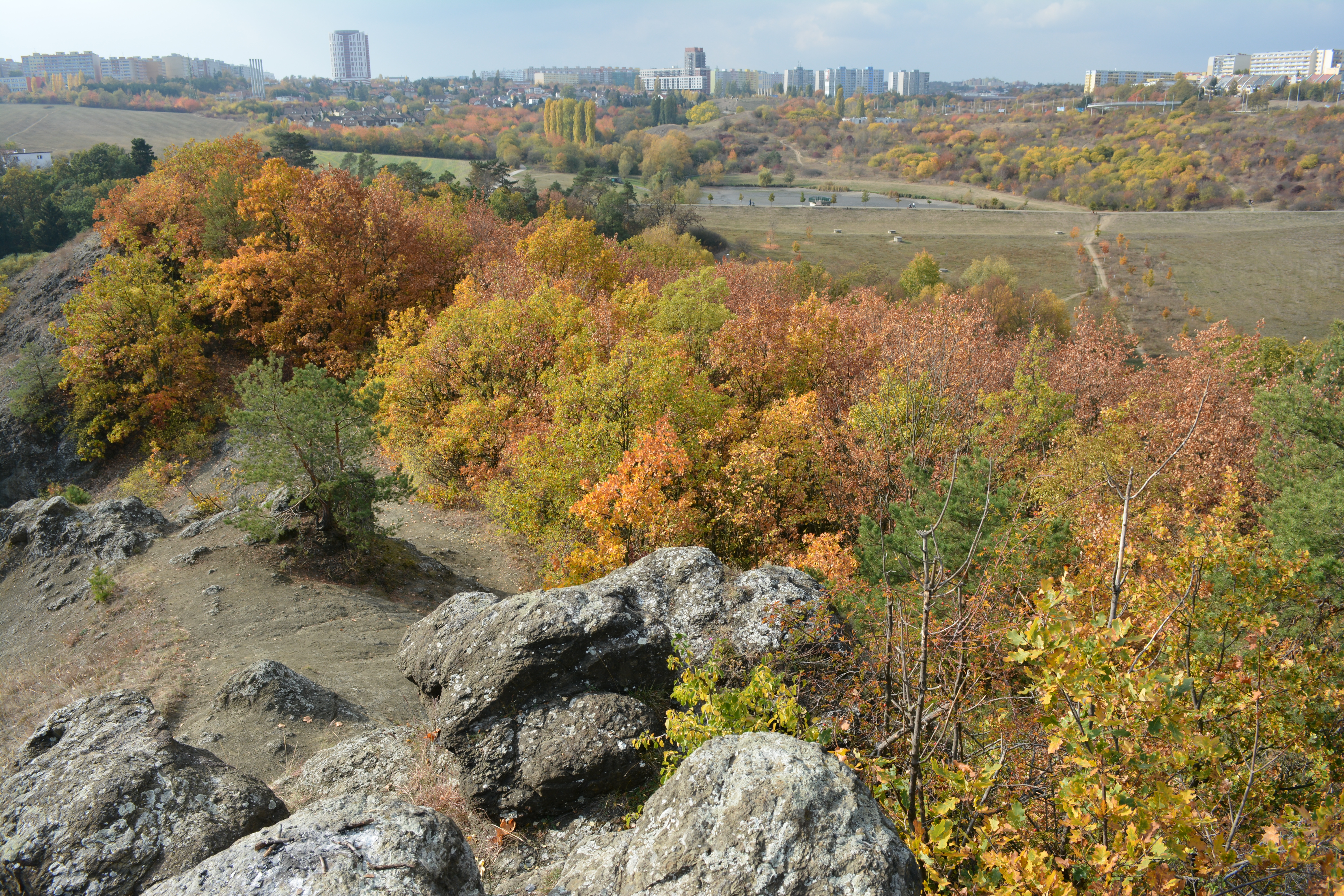
Pohled ze skalní hřebenové partie směrem k retenční nádrži Asuán na Prokopském potoce, v pozadí sídliště Velká Ohrada
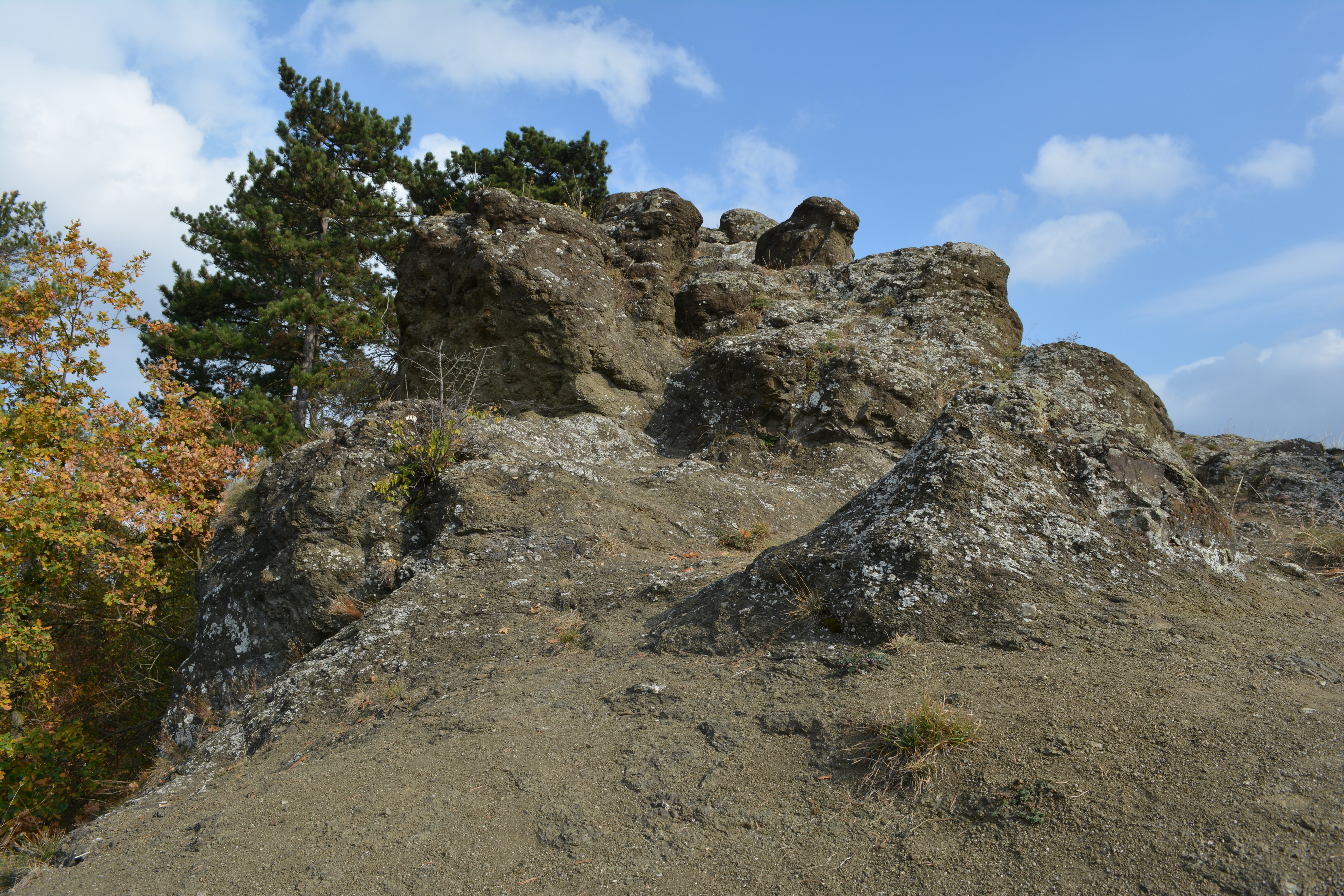
Detail rozeklaného skalního vrcholku